# Барановский, Войцех
Во́йцех Барано́вский (пол. Wojciech Baranowski; 1548, с. Баранув — 1616, Лович, Речь Посполитая) — государственный и церковный деятель Речи Посполитой, римо-католический епископ, архиепископ Гнезненский, примас Польши и Литвы в 1608—1615 годах.

## Биография
Представитель шляхетского рода герба Ястржембец. Нигде не учился, но всего достиг путём самообразования.
В 1581 году был посвящён в духовный сан священника. Сперва служил королевским секретарём у Стефана Батория. Всюду сопровождал короля, в том числе, при осаде Пскова в 1581—1582 и заключении Ям-Запольского мира с Русским царством .
В 1581 году Баторий назначил его секретарём великим коронным.
В 1584 году стал епископом перемышльским.
В 1585 году вновь призван на государственную службу — подканцлером коронным. Сенатор.
В 1587 году от имени Сената приветствовал новоизбранного короля Речи Посполитой Сигизмунда III Ваза. Настаивал на подписании королём обещания присоединить к Речи территории Эстонии.
В 1590 году назначен епископом плоцким, в следующем году сложил с себя полномочия подканцлера коронного.
В 1595—1596 годах направлен послом к папе римскому Клименту VIII.
В 1608 году некоторое время был епископом куявским, однако вскоре был назначен архиепископом Гнезненским (с титулом примаса Польши).
Историки отмечают, что Войцех Барановский был большим любителем музыки и покровительствовал талантливым композиторам и музыкантам. В 1594 году на собственные средства организовал духовную семинарию в Пултуске, которая действовала до 1865 года.
Умер в Ловиче. Похоронен в кафедральном соборе в Гнезно в часовне, специально сооружённой для него.